# Козлівська сільська рада (Новопсковський район)
| Козлівська сільська рада — колишній орган місцевого самоврядування у Новопсковському районі Луганської області з адміністративним центром у с. Козлове. Історична дата утворення: в 1987 році. Сільській раді були підпорядковані населені пункти: - с. Козлове - с. Залісне - с. Литвинове - с. Світле - с. Шапран |

## Склад ради
Рада складалася з 12 депутатів та голови.

### Керівний склад ради
| ПІБ                         | Основні відомості                                                                                               | Дата обрання | Дата звільнення |
| --------------------------- | --- | ------------ | --------------- |
| Цимбалистий Віктор Петрович | Сільський голова, 1965 року народження, освіта, член Партії регіонів                                            | 26.03.2006   | 31.10.2010      |
| Бобильов Євген Трохимович   | Сільський голова, 1955 року народження, освіта середня загальна, член Партії промисловців і підприємців України | 31.10.2010   |                 |

Примітка: таблиця складена за даними джерела